# Xianyang Beilu
Xianyang Beilu (kinesiska: 咸阳北路, 咸阳北路街道) är ett stadsdelsdistrikt i Kina. Det ligger i storstadsområdet Tianjin, i den norra delen av landet, nära eller i stadens centrum. Antalet invånare är 74 799. Befolkningen består av 36 262 kvinnor och 38 537 män. Barn under 15 år utgör 5,0 %, vuxna 15-64 år 79 %, och äldre över 65 år 14,0 %.